# Гитарный скат Шлегеля
Гитарный скат Шлегеля, или длинный скат Шлегеля (лат. Rhinobatos schlegelii), — вид скатов из семейства гитарниковых. Видовое название дано в честь немецкого зоолога Германа Шлегеля (1804—1884).
Длина тела до 87 см. Самки рождают до 10 детёнышей. Живут в основном у побережий. Обитают преимущественно в Индийском и Тихом океанах, встречаются также в южной части Японского моря, у побережий Кореи и Японии. Мясо этого вида считается деликатесным.